# Miloslav Zedek
Miloslav Zedek (7. června 1908 Holešov – 23. června 2001) byl moravský učitel, matematik a autor učebnic.

## Život
Narodil se v rodině natěrače Engelberta Zedka (1877) a Kajetány rozené Svrčkové (1879). Měl pět sourozenců: Engelberta (1901) sbormistra a ředitele hudební školy, Helenu Fuksovou (1903), Anastázii Doležalovou (1905), Zdenku (1911), Jarmilu (1912) a Růženu (1914). Oženil se 28. 8. 1945 s Irenou Manďákovou.
Miloslav absolvoval v letech 1921 až 1927 reálné gymnázium v Holešově a poté studoval na Přírodovědecké fakultě Univerzity Karlovy v Praze. V Praze se v roce 1932 aproboval pro matematiku a deskriptivní geometrii. Po studiu absolvoval vojenskou službu a krátce v roce 1934 pracoval v univerzitní knihovně v Brně, poté působil na měšťanské škole ve Fryštátě a od roku 1935 na reálné škole v Olomouci, která byla postupně transformována na gymnázium a jedenáctiletou střední školu.
Během války prožil pět let v koncentračních táborech, kde byl uvězněn za svoji činnost v ilegálním komunistickém odboji. V letech 1948 až 1950 vypomáhal na Pedagogické fakultě Univerzity Palackého, kde vedl cvičení z deskriptivní geometrie. V roce 1952 získal titul PaedDr. za práci Pěstování vědeckého světového názoru ve vyučování deskriptivní geometrie. V roce 1949 zastával funkci krajského školního inspektora pro výběrové školy. V roce 1950 byl ustanoven ředitelem Polívkova gymnázia v Olomouci, které bylo o rok později sloučeno se Slovanským gymnáziem, kde byl ředitelem do roku 1954. V tomto roce přešel na Univerzitu Palackého, kde se stal v roce 1963 vedoucím nově zřízené katedry metodiky a elementární matematiky. Roku 1970 tam zastával funkci prorektora.
Zedkova odborná práce byla věnována otázce vyučování matematiky a deskriptivní geometrie. Byl autorem či spoluautorem řady středoškolských učebnic a vysokoškolských skript. Řadu let byl členem redakční rady časopisu Matematika a fyzika ve škole.

## Dílo

### Spisy
- Vědecký světový názor a vlastenecká výchova ve vyučování deskriptivní geometrie na gymnasiích: [disertační práce] – Olomouc: Miloslav Zedek, 1951
- Některé otázky komunistické výchovy ve vyučování matematice – Olomouc: UP, 1980

### Učebnice
- Zobrazovací metody: určeno pro posluchače fakulty přírodních věd – Josef Šimek a M. Zedek. Praha: SPN, 1957
- Geometria: pokusné učebné texty: pre 9. postupný ročník všeobecnovzdelávacích škôl – M. Zedek, Josef Mencl, Ján Štalmašek. Bratislava: SPN, 1957
- Geometrie pro desátý ročník: pokusná učebnice – Emil Mastný, Berta Daňková, Michal Harant, František Procházka, M. Zedek. Praha: SPN, 1959
- Doplněk učiva z algebry a geometrie: učební text pro 9. ročník dvanáctiletých středních škol – J. Šimek, Jiří Mikulčák, Josef Pírek, Josef Schejbal a M. Zedek. Praha: SPN, 1959
- Geometrie pro 11. ročník dvanáctiletých středních škol: Pokusná učebnice – M. Zedek, Emil Mastný, F. Procházka. Praha: SPN, 1960
- Metodika vyučování matematice na školách druhého cyklu. [Díl] I, Část všeobecná – J. Mikulčák, František Hradecký, M. Zedek. Praha: SPN, 1964
- Matematika pro I. ročník středních všeobecně vzdělávacích škol – M. Zedek, František Krňan, Josef Svoboda a Karol Rovan. Praha: SPN, 1964
- Matematika pro I. ročník SVVŠ. Větev přírodovědná (doplněk k učebnici) – Emil Kraemer, M. Zedek, Jiří Kabele, J. Mikulčák. Praha: SPN, 1967
- Metodika vyučování matematice na školách II. cyklu. [Díl] II, Část speciální – J. Mikulčák, F. Hradecký, M. Zedek, Štefan Malina. Praha: SPN, 1968
- Pokusné učební texty matematiky pro 1. ročník SVVŠ [střední všeobecně vzdělávací škola]: určeno pro experimentální třídy na SVVŠ – M. Zedek. Olomouc: Univerzita Palackého, 1968
- Matematika pro I. ročník středních všeobecně vzdělávacích škol (gymnasií) – M. Zedek a kol. Praha: SPN, 1970
- Úvod do konstruktivních a zobrazovacích metod: určeno pro posluchače přírodovědecké fakulty UP – J. Šimek, M. Zedek, J. Srovnal. Olomouc: UP, 1971
- Vybrané úlohy z matematické olympiády: Kategorie B, C – sestavil M. Zedek s kol. Praha: SPN, 1971
- Progresivní formy oceňování ve stavebnictví – Václav Vodička a M. Zedek. Ostrava: Dům techniky ČSVTS, 1980